# Un mariage à Lyon
Un mariage à Lyon est le titre d'une nouvelle (Die Hochzeit von Lyon, publiée en 1927) de l'écrivain autrichien Stefan Zweig. Elle est publiée pour la première fois en France en 1992, au sein d'un recueil éponyme, ainsi composé :
1. Histoire d'une déchéance, où l'ancienne favorite du Roi tombe en disgrâce et sombre peu à peu dans l'oubli et la folie.
2. Un mariage à Lyon, où une geôle emplie de contre-révolutionnaires est la scène d'un bien curieux mariage.
3. Dans la neige, où des Juifs fuient un destin funeste.
4. La Légende de la troisième colombe, où l'histoire de Noé est quelque peu complétée.
5. La Croix, où sont contés les suites d'un rude combat opposant les Espagnols aux forces françaises de Napoléon.
6. Au bord du lac Léman, incompréhensible destin d'un soldat envoyé par la Russie impériale pour combattre en France, juste désireux de rentrer chez lui.
7. La Contrainte, où un homme se sent contraint de répondre à l'appel sous le drapeau.

## Résumé de la nouvelle
Fin 1793, à Ville Affranchie. Le 12 novembre 1793, Barère présentait à la Convention nationale le décret contre Lyon séditieuse : "Lyon fit la guerre à la liberté, Lyon n'est plus". Son approbation par l'assemblée ne fut pas suivie d'une mise en application stricte et rapide par le député Couthon. Aussi, lorsque celui-ci est remplacé par Fouché et Collot d'Herbois, la Terreur surprend autant par sa vigueur que par sa nouveauté.
Dans une obscure cave voûtée, un groupe de soixante-quatre condamnés attendent d'être amenés au peloton d'exécution. Quand une vingtaine de prisonniers supplémentaires est amenée dans la cave surpeuplée, un couple se retrouve. Lui, Robert, soldat de l'armée de Percy, avait été séparé de sa promise. En ces derniers instants de leur vie, un prêtre, parmi les condamnés, les unit devant un autel de fortune, devant le groupe passant sa dernière nuit, avant d'être exécuté le lendemain aux Brotteaux puis jetés dans le Rhône.

## Éditions françaises
- Un mariage à Lyon, recueil de six nouvelles de Stefan Zweig. Traduction (1992) par Hélène Denis.  (ISBN 978-2-253-13893-8).